# 一次電池
一次電池（いちじでんち）とは、直流電力の放電のみができる電池（化学電池）であり、二次電池に対するそれ以外の電池のことである。二次電池が登場した際にレトロニムとして区分された呼称である。
放電が進むと放電生成物が生じ、逆起電力によって電圧が下がる。放電に伴って生成した放電生成物を減極剤と反応させることにより放電に無害な物質に変える。
使用に伴って放電電圧は徐々に低下し、ある一定限度以下では実際上役に立たなくなるためその時点で寿命となる。この点では、充放電を繰り返す間での性能低下を寿命とする二次電池とは対照的である。充電すると実際には電圧が回復するが、液漏れや破裂の危険を伴うためメーカーでは推奨しておらず行わない方が良い。化学反応であるため、温かな環境では反応が進み放電電圧も維持傾向があり、逆に寒冷地では電圧が低下する。
19世紀初頭、商用電力の普及以前には、二次電池である鉛蓄電池などを充電するにはダニエル電池のような一次電池からの充電が唯一の手段であったため、充電電力を供給する側の電池に対し一次電池 (Primary Cell)、充電される側の電池に対し、二次電池 (Secondary Cell) の名が与えられた。

## 特性
- 公称電圧
- 放電容量
- 出力密度
- 自然放電

## 分類
- 乾電池
  - マンガン乾電池
  - アルカリマンガン乾電池
  - オキシライド乾電池
  - ニッケル乾電池（ニッケルマンガン乾電池）
- 酸化銀電池
- 水銀電池
- 空気亜鉛電池
- リチウム電池
- 海水電池
- 熱電池

## 形状
- 単1形
- 単2形
- 単3形
- 単4形
- 単5形
- 006P形
- ボタン形
- ピン形

## 適用
日常生活で多用される一般的な乾電池として、マンガン乾電池とアルカリマンガン乾電池がある。アルカリマンガン乾電池はマンガン乾電池に比べ電気容量が大きく、容量と価格の比でもおおむね優位であるが、大容量である代わりに自己放電の割合も大きいため使用しなくとも比較的早期に寿命が尽きる。このため短期間に大電流を消費するデジタル機器や照明用途などに向く。
マンガン乾電池は電気容量が小さく大電流も得られないが安価であり、何より放電後しばらくすると電圧が回復する特性を持つため、時計やガスコンロの点火用など小電力で長時間使ったり、一度使えばその後はあまり使わないような用途に向く。